# وپا (چچک)
وپا (چچک) (به لاتین: Vapa (Čačak)}} یک عوارض جغرافیایی در صربستان است که در Moravica District واقع شده‌است.

## خصوصیات
وپا ۶۹۱ نفر جمعیت دارد.